# Henry Beaufort, 2. Earl of Somerset
Henry Beaufort, 2. Earl of Somerset (getauft 26. November 1401; † 25. November 1418), war ein englischer Adliger.
Er war der älteste Sohn des John Beaufort, 1. Earl of Somerset, aus dessen Ehe mit Lady Margaret Holland. Sein Vater war ein unehelicher Sohn des John of Gaunt, 1. Duke of Lancaster.
Er war noch minderjährig, als sein Vater am 16. März 1410 starb, und er dessen Adelstitel als Earl of Somerset erbte. Er stand unter der Vormundschaft von seiner Mutter und deren neuem Gatten Thomas of Lancaster, 1. Duke of Clarence.
Er soll im Gefolge seines Onkels Thomas Beaufort, 1. Duke of Exeter, an der Belagerung von Rouen teilgenommen haben. Er starb am 25. November 1418 unter unklaren Umständen.
Da er unverheiratet und kinderlos war, fiel sein Earlstitel an seinem jüngeren Bruder John Beaufort, der 1443 zum Duke of Somerset erhoben wurde.